# Іванов Микита Іванович
Микита Іванович Іванов (квітень 1900, село Аліпіно-Степаново Псковської губернії, тепер Псковської області, Російська Федерація — розстріляний 21 січня 1940, Москва) — радянський діяч органів держбезпеки, народний комісар внутрішніх справ Північно-Осетинської і Чечено-Інгуської АРСР. Входив до складу особливої трійки НКВС СРСР. Депутат Верховної Ради СРСР 1-го скликання (1937—1939).

## Біографія
Народився в родині селянина-середняка. У 1912 році закінчив церковноприходської школу села Нікітіно Псковської губернії. До 1915 року працював в господарстві батька.
У липні 1915 — вересні 1916 року — учень писаря Корешовського волосного правління в селі Вибор. У вересні — грудні 1916 року — робітник на цегляно-черепичному заводі Олександро-Невської фабрики Петрограду. У грудні 1916 — червні 1917 року — учень писаря Корешовського волосного правління в селі Вибор. У червні 1917 — лютому 1918 року — діловод Управління дільничної міліції в селі Вибор.
У лютому — червні 1918 року — секретар паливного відділу Псковського губернського виконавчого комітету.
У червні 1918 — квітні 1919 року — помічник начальника Островської повітової міліції в селі Вибор.
Член РКП(б) з квітня 1919 року.
У квітні 1919 року — у розпорядженні РВР 1-ї армії Східного фронту РСЧА. У квітні 1919 — травні 1920 року — уповноважений особливого відділу 20-ї і 24-ї стрілецьких дивізій 1-ї армії РСЧА. У травні 1920 — жовтні 1922 року — помічник начальника особливого відділу Ферганської армійської групи військ.
У жовтні 1922 — червні 1923 року — помічник начальника Кабардинського обласного відділу ДПУ.
У червні 1923 — грудні 1924 року — начальник відділення Кубано-Чорноморського обласного відділу ДПУ.
У грудні 1924 — лютому 1931 року — помічник начальника Дагестанського обласного відділу ДПУ.
У лютому 1931 — грудні 1933 року — заступник начальника Терського оперативного сектора ДПУ.
У грудні 1933 — січні 1934 року — помічник начальника Орджонікідзевського оперативного сектора ДПУ.
У січні — липні 1934 року — начальник Північно-Осетинського обласного відділу ДПУ. У липні 1934 — липні 1937 року — начальник Управління НКВС по Північно-Осетинській АРСР. 1 липня — 13 серпня 1937 року — народний комісар внутрішніх справ Північно-Осетинської АРСР.
13 серпня 1937 — 7 січня 1939 року — народний комісар внутрішніх справ Чечено-Інгуської АРСР. Входив до складу особливої трійки, створеної за наказом НКВС СРСР від 30 липня 1937 року, брав активну участь в сталінських репресіях.
Заарештований 7 січня 1939 року. Засуджений Військовою колегією Верховного суду СРСР 19 січня 1940 року до страти. Розстріляний через два дні. Не реабілітований.

## Звання
- капітан державної безпеки (25.12.1935)
- майор державної безпеки (8.07.1937)

## Нагороди
- орден Червоної Зірки (19.12.1937)
- медаль «XX років Робітничо-Селянській Червоній Армії» (22.02.1938)
- знак «Почесний працівник ВЧК-ДПУ (XV)» (20.12.1932)